# Arte textil de Taquile
El arte textil de Taquile es una de las manifestaciones culturales de la población que habita en la isla de Taquile, Puno en el lago Titicaca en el Perú.
El arte textil de Taquile tiene sus orígenes en las antiguas civilizaciones que habitaron la isla, especialmente las culturas Pucará, Colla e Inca. El aislamiento natural de la isla durante la colonia mantuvo la tradición en los diseños aunque el elemento español del tejido a pedal, también se integró en la elaboración de las prendas.
El arte textil de Taquile fue proclamado el 2005 por la Unesco como "Obra maestra del patrimonio oral e intangible de la Humanidad", posteriormente en el año 2008 pasó a formar parte de la "lista representativa del Patrimonio Cultural Inmaterial de la Humanidad".

## Antecedentes textiles
Hasta antes del siglo XX la vestimenta de Taquile era similar a la utilizada en todos los alrededores del Titicaca, tanto del actual Perú como de Bolivia. Las investigaciones sobre la vestimenta taquileña en esa época se basan en entrevistas a ancianos hechas en 1970, estos indicaban que las mujeres taquileñas utilizaban vestidos negros o marrones, similares a los utilizados hoy en día, debajo de un manto utilizaban una camisa tejida que estaba unida en los hombros con «tupus» utilizados al estilo incaico. Estos «tupus» tenían forma de cucharas. También llevaban una sobrefalda llamada «aqsu» que llegaba hasta debajo de las rodillas, además de una manta que tenía anchas franjas púrpuras o azul marino, ésta manta se llevaba a manera de chal y pudo verse hasta principios de los 80's en algunas mujeres taquileñas.
Por su parte los varones en la década del 20 del siglo XX utilizaban pantalones cortos de tela de sarga blanca que les llegaba hasta las pantorrillas. También queda documentado el uso del «ch'ullu t'ika», que era un gorro con orejeras que tenían diseños de estrellas en cada orejera. Durante esa época los taquileños no utilizaban chaleco corto, y tanto hombres como mujeres utilizaban el cabello largo con gran cantidad de trenzas. Es a partir de 1940 en que algunos artesanos que no eran indígenas y que empezaron a habitar en Taquile propusieron que los varones se cortasen el cabello al estilo de las ciudades aduciendo mejoras en la higiene ante las epidemias de la época como el cólera. Aun así el cabello largo y trenzado es utilizado todavía pero con pelucas en algunas festividades.

## Piezas textiles
Todos los taquileños desde su infancia aprenden el arte del tejido, se puede diferenciar que las mujeres prefieren los colores negro y rojo, mientras que los varones negro y blanco.
Una de las prendas más características la constituye el chullo, este es un gorro de punto con orejeras que lleva el varón y que este aprende a tejer desde muy joven, haciendo su propio diseño. Los colores y diseños del chullo taquileño varían según la edad del que lo utiliza, además de indicar el status social del individuo.
Otra prenda característica de los taquileños es el cinturón calendario, este cinturón es una faja en la cual se representan ciclos agrícolas, rituales e incluso eventos de la vida personal o comunal; constituyendo un elemento importante en la tradición oral de los taquileños.
El chuku es una pieza textil a manera de chalina de color negro o azul que las mujeres suelen llevar en la cabeza y los hombros. La vestimenta femenina se complementa con una blusa almilla y varias faldas llamadas polleras. La vestimenta se remata con una faja a la altura de la cintura a la cual se le denomina chumpi, esta faja por lo general es de color rojo.
La vestimenta en Taquile también sirve para distinguir a las autoridades tradicionales de las autoridades políticas nacionales; de esta manera el alcalde, el jefe del registro civil, el capitán del puerto y el gobernador utilizan un poncho característico, además de sombrero y chaqueta de color negro. Mientras que los jilakatas, que son la autoridad autóctona y tradicional, por lo general llevan un cetro de madera.

## Cambios recientes en la vestimenta de los taquileños

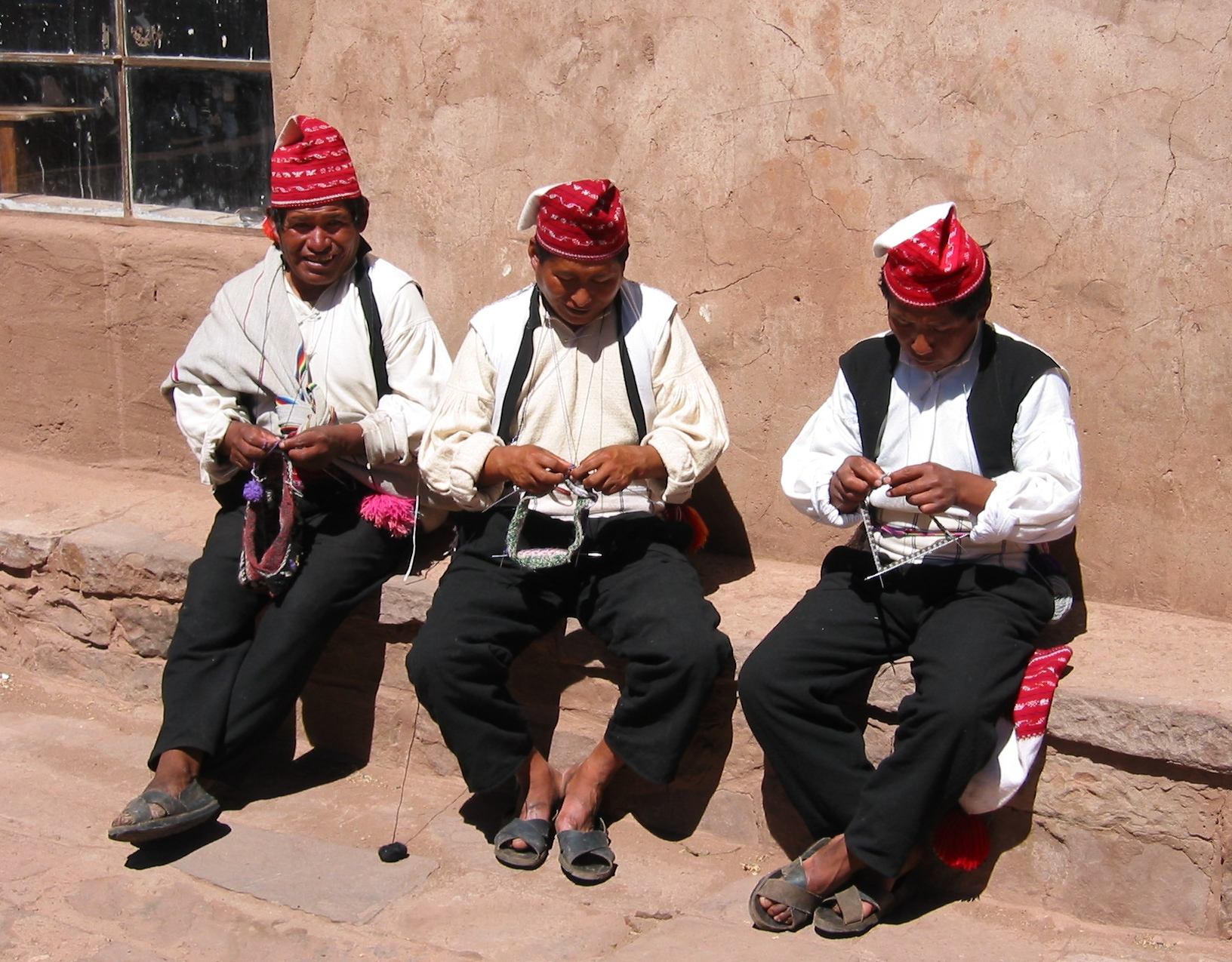
Varones taquileños tejiendo.

Los diseños y vestuarios de los taquileños han tenido muchos cambios a lo largo de la historia, pero es probable que a raíz del consumo turístico en la isla los cambios en el vestuario hayan tenido un congelamiento notable. A partir de los 70 se incrementó la compra de hilos industriales y tintes sintéticos por parte de los pobladores; cabe señalar que esta práctica se incrementó en todas las comunidades andinas tanto de Perú como de Bolivia.
Otro cambio notable es la calidad de su producción debido al incremento de la demanda turística, si bien la calidad se ha conservado se realizan prendas de calidades inferiores para la venta debido a que la demanda ha superado a la oferta en la isla.
El caso del «chaleco músico» es especial, puesto que no formaba parte de los artículos de vestir taquileños; más bien este se confeccionaba en un principio sólo para la venta turística pero luego de algún tiempo los taquileños lo han utilizado en algunas festividades y ahora forma parte de su vestimenta. El «chaleco músico» es un chaleco largo hecho de tela tejida a mano al cual insertan algunos diseños. Otro caso singular es la experimentación con los cinturones, los cuales han venido haciéndose más delgados, experimentando también con los colores utilizados en este (aunque aún predomina el fondo de color rojo).
En los 70's, las mujeres dejaron de utilizar la sobrefalda y los hombres dejaron de usar chal. Disminuyó la producción de telas pero se incrementaron la cantidad de diseños. Durante los 80's las mujeres aprendieron la urdimbre a doble cara e incrementaron los motivos naturalistas.

## Galería

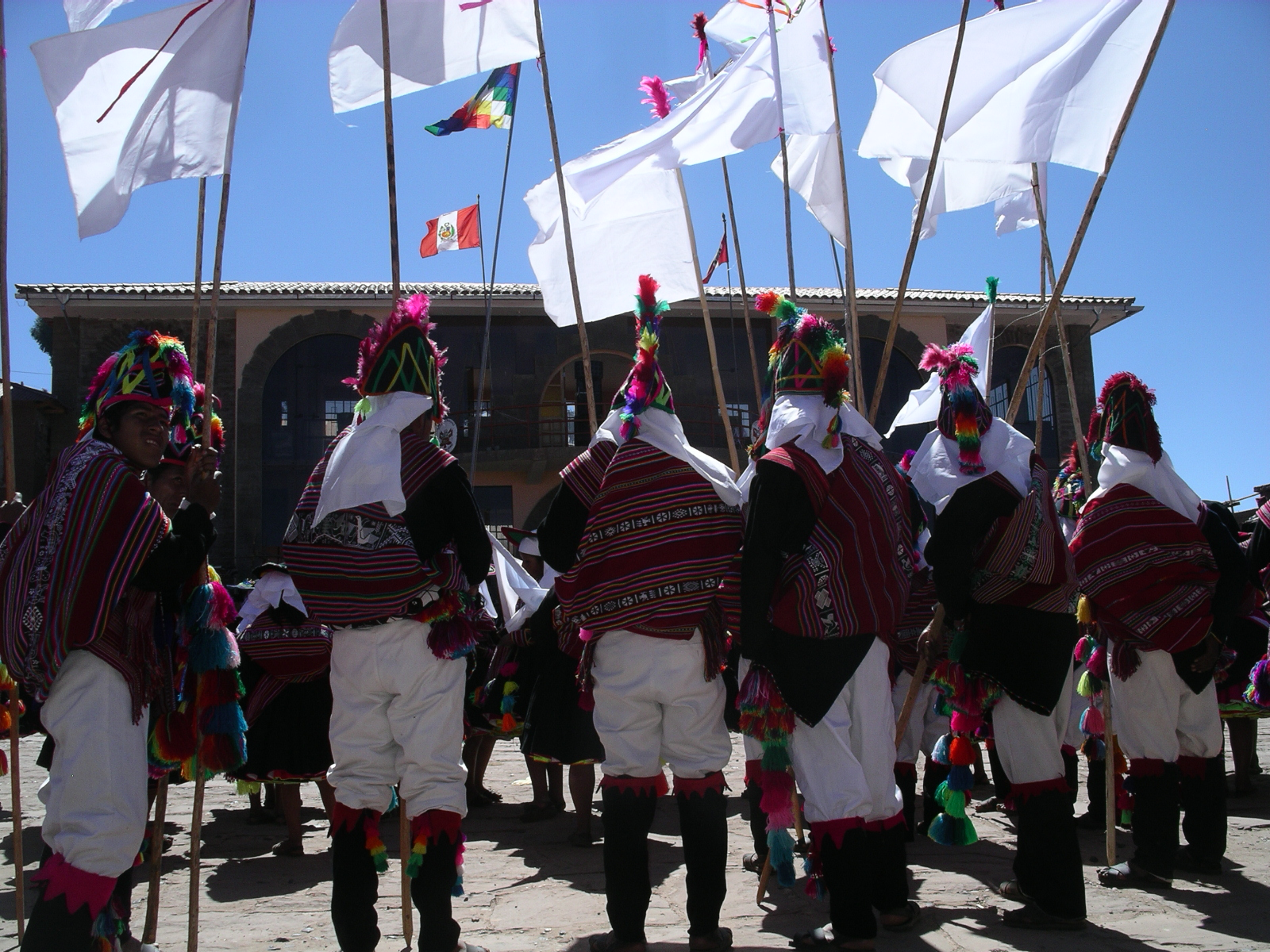
Varones taquileños vestidos para una festividad.
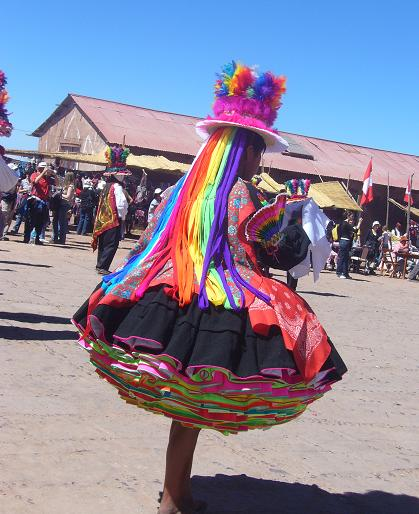
Mujer de Taquile vestida para la festividad de San Santiago.